# 43e cérémonie des Daytime Emmy Awards
La 43e cérémonie annuelle des Daytime Emmy Awards, organisée par l'Academy of Television Arts and Sciences récompense le meilleur des programmes de journée a eu lieu le 1er mai 2016 au Westin Bonaventure Hotel à Los Angeles en Californie.

## Cérémonie
Les nominations pour la 43e cérémonie annuelle des Daytime Emmy Awards ont été annoncées en direct le 24 mars 2016.

## Palmarès
Note : Les lauréats sont indiqués ci-dessous en premier de chaque catégorie et en gras.

### Programmes

#### Meilleure série télévisée dramatique
- Hôpital central
  - Les Feux de l'amour
  - Des jours et des vies
  - Amour, Gloire et Beauté

#### Meilleur jeu télévisé
- The Price Is Right
  - Jeopardy!
  - Let's Make a Deal
  - Monopoly Millionaires' Club
  - Who Wants to Be a Millionaire?

#### Meilleur programme matinal
- CBS News Sunday Morning
  - Good Morning America
  - The Today Show
  - CBS This Morning

#### Meilleur débat télévisé d'information
- The Chew
  - The Dr. Oz Show
  - The Kitchen
  - Larry King Now
  - The Doctors

#### Meilleur débat télévisé de divertissement
- The Talk
  - The Ellen DeGeneres Show
  - The Real
  - The View
  - The Wendy Williams Show

#### Meilleure émission d'informations et de divertissement
- Extra
  - The Insider
  - Access Hollywood
  - Entertainment Tonight
  - TMZ

### Performances

#### Meilleur acteur dans une série télévisée dramatique
- Tyler Christopher pour le rôle de Nikolas Cassadine dans Hôpital central
  - Anthony Geary pour le rôle de Luke Spencer dans Hôpital central
  - Justin Hartley pour le rôle d'Victor Newman, Jr. dans Les Feux de l'amour
  - Christian LeBlanc pour le rôle de Michael Baldwin dans Les Feux de l'amour
  - Kristoff St. John pour le rôle de Neil Winters dans Les Feux de l'amour

#### Meilleure actrice dans une série télévisée dramatique
- Mary Beth Evans pour le rôle de Kayla Brady dans Des jours et des vies
  - Tracey E. Bregman pour le rôle de Lauren Fenmore Baldwin dans Les Feux de l'amour
  - Kassie DePaiva pour le rôle d'Eve Donovan dans Des jours et des vies
  - Finola Hughes pour le rôle d'Anna Devan dans Hôpital central
  - Maura West pour le rôle d'Ava Jerome dans Hôpital central

#### Meilleur acteur dans un second rôle dans une série télévisée dramatique
- Sean Blakemore pour le rôle de Shawn Butler dans Hôpital central
  - Steve Burton pour le rôle de Dylan McAvoy dans Les Feux de l'amour
  - Bryton McClure pour le rôle de Devon Hamilton dans Les Feux de l'amour
  - Jacob Young pour le rôle de Rick Forrester dans Amour, Gloire et Beauté
  - Dominic Zamprogna pour le rôle de Dante Falconeri dans Hôpital central

#### Meilleure actrice dans un second rôle dans une série dramatique
- Jessica Collins pour le rôle d'Avery Bailey Clark dans Les Feux de l'amour
  - Lauralee Bell pour le rôle de Christine Williams dans Les Feux de l'amour
  - Linsey Godfrey pour le rôle de Caroline Spencer dans Amour, Gloire et Beauté
  - Peggy McCay pour le rôle de Caroline Brady dans Des jours et des vies
  - Melissa Reeves pour le rôle de Jennifer Horton dans Des jours et des vies

#### Meilleur jeune acteur dans une série télévisée dramatique
- Bryan Craig pour le rôle de Morgan Corinthos dans Hôpital central
  - Nicolas Bechtel pour le rôle de Spencer Cassadine dans Hôpital central
  - Max Ehrich pour le rôle de Lauren Fenmore Baldwin dans Les Feux de l'amour
  - Pierson Fodé pour le rôle de Thomas Forrester dans Amour, Gloire et Beauté
  - Tequan Richmond pour le rôle de TJ Ashford dans Hôpital central

#### Meilleure jeune actrice dans une série télévisée dramatique
- True O'Brien pour le rôle Paige Larson dans Des jours et des vies
  - Reign Edwards pour le rôle de Nicole Avant dans Amour, Gloire et Beauté
  - Hunter King pour le rôle de Summer Newman dans Les Feux de l'amour
  - Ashlyn Pearce pour le rôle d'Aly Forrester dans Amour, Gloire et Beauté
  - Brooklyn Rae Silzer pour le rôle d'Emma Drake dans Hôpital central

#### Meilleur invité dans une série dramatique
- Obba Babatundé pour le rôle de Julius Avant dans Amour, Gloire et Beauté
  - Anna Maria Horsford pour le rôle de Vivienne Avant dans Amour, Gloire et Beauté
  - Adam Leadbeater pour le rôle de Dr Malcolm dans Des jours et des vies
  - Frank Runyeon pour le rôle d'Angel dans Les Feux de l'amour
  - Dee Wallace pour le rôle de Patricia Spencer dans Hôpital central

#### Meilleur présentateur de jeu télévisé
- Craig Ferguson pour Celebrity Name Game
  - Wayne Brady pour Let's Make a Deal
  - Brooke Burns pour The Chase
  - Billy Gardell pour Monopoly Millionaires' Club
  - Steve Harvey pour Une famille en or

#### Meilleur présentateur de débat télévisé
- 'Kelly Ripa et Michael Strahan pour Live! with Kelly and Michael
  - Adrienne Bailon, Tamar Braxton, Loni Love, Jeannie Mai et Tamara Mowry pour The Real
  - Julie Chen, Sara Gilbert, Sharon Osbourne, Aisha Tyler et Sheryl Underwood pour The Talk
  - Joy Behar, Candace Cameron Bure, Michelle Collins, Paula Faris, Whoopi Goldberg, Rosie Perez, Raven-Symoné et Nicolle Wallace pour The View
  - Wendy Williams pour The Wendy Williams Show

#### Meilleur présentateur d'émission de débat informative
- Mehmet Oz pour The Dr. Oz Show
  - Mario Batali, Carla Hall, Clinton Kelly, Daphne Oz et Michael Symon pour The Chew
  - Steve Harvey pour Steve Harvey
  - Larry King pour Larry King Now
  - Peter Salgo pour Second Opinion

### Réalisation
- Meilleure réalisation pour une série télévisée dramatique
- Hôpital central
  - Amour, Gloire et Beauté
  - Des jours et des vies
  - Les Feux de l'amour

### Scénario
- Meilleur scénario pour une série télévisée dramatique
- Amour, Gloire et Beauté
  - Les Feux de l'amour
  - Hôpital central